# Karel V. Rypáček
Karel V. Rypáček (* 9. Januar 1885 in Hodětín; † 11. März 1957 in Brünn) war ein tschechischer Journalist und Übersetzer.

## Leben
Vor dem Ersten Weltkrieg war Rypáček als Journalist in Prag tätig. Später war er lange Jahre Redakteur der Tageszeitung Slovenský deník in Bratislava.
Daneben übersetzte er aus dem Polnischen, aus dem Ukrainischen und vor allem aus den skandinavischen Sprachen Norwegisch und Schwedisch ins Tschechische, einige Bücher, beispielsweise von Selma Lagerlöf und Knut Hamsun, auch ins Slowakische.